# Riksdagen 1954
Riksdagen 1954 ägde rum i Stockholm.
Riksdagens kamrar sammanträdde i riksdagshuset den 11 januari 1954. Riksdagsarbetet inleddes ceremoniellt genom riksdagens högtidliga öppnande i rikssalen på Stockholms slott den 12 januari. Första kammarens talman var Johan Nilsson (Högerpartiet), andra kammarens talman var Gustaf Nilsson (Socialdemokraterna). Riksdagen avslutades den 15 december 1954.